# Балка Велика Дівка
Балка Велика Дівка — балка (річка) в Україні у Вознесенському й Новоодеському районах Миколаївської області. Ліва притока річки Південного Бугу (басейн Чорного моря).

## Опис
Довжина балки приблизно 14,60 км, найкоротша відстань між витоком і гирлом — 8,07  км, коефіцієнт звивистості річки — 1,12 . Формується декількома балками та загатами.

## Розташування
Бере початок на південно-західній стороні від села Троїцьке. Тече переважно на південний захід через село Михайлівку і впадає у річку Південний Буг.

## Цікаві факти
- У пригирловій частині на лівому березі балки розташований ландшафтний заказник місцевого значення Михайлівський степ[3].
- У селі Михайлівка балку перетинає автошлях Р06[3].
- У XX столітті на балці існували колодязі, скотний двір, молочно-тваринна ферма (МТФ) та газова свердловина[2], а у XIX столітті — декілька вітряних млинів[1].